# Horgeboda damm
Horgeboda damm är en sjö i Alvesta kommun i Småland och ingår i Mörrumsåns huvudavrinningsområde.